# 郭之奇
郭之奇（1607年—1662年），字仲常，号菽子，又号正夫、玉溪。广东揭阳县榕城东门（今属揭阳市榕城区）人。明末及南明大臣，崇禎戊辰進士，累官福建參議。甲申國難後，先後追隨弘光、隆武和永历朝廷，官至文淵閣大學士兼吏部尚书、兵部尚书，率軍扛清，最終被俘殉國。

## 生平
明崇祯元年（1628年）中进士，选授翰林院庶吉士，崇祯六年（1633年）任礼部主客司主事，提督四译馆，翌年转员外郎。崇祯九年（1636年）典试河南后，转郎中，崇祯十四年（1641年）迁福建提督学政、布政使司左参议，后摄按察司事。
崇祯十七年（1644年）崇祯帝自缢于北京煤山，他跟随南明王朝弘光、隆武和永历皇帝转战南北。历任南明文渊阁大学士加太子太保兼吏部尚书、兵部尚书，率军转战闽粤滇黔抗清，于顺治十八年（1661年）被交趾韦永福所俘，押送予清廷，翌年殉国。顺治九年（即南明永历六年，1652年）郭之奇策动全潮反正，潮州总兵郝尚久响应反清复明。翌年清政府派靖南王耿精忠率军围攻潮州城，城破后，清军“纵兵屠掠，遗骸十余万”。
清乾隆四十一年（1776年）追諡忠节。

## 著述
郭之奇有《宛在堂诗文集》，其诗分十八集，为潮汕历代存世诗作最多者。
- 《宛在堂文集》38卷
- 《宛在堂诗集》6卷
- 《稽古篇》55卷
- 《唐诗大观》5卷，10册
- 《古诗唐诗大观评语》抄本，7册
- 《新定道德经》
- 《辑志副指》
- 崇祯《揭阳县志》[4]

## 紀念
郭之奇故居，在今廣東省揭陽市榕城區東門直街，為揭陽市市級文物保護單位。